# طواف فلاندرز 1974
طواف فلاندرز 1974 هو سباق دراجات هوائية أقيم بتاريخ 31 مارس 1974، تكون السباق من 1 مراحل وامتدّ لمسافة 256 كم بسرعة 41.514 كم/س، استغرق السباق 6 ساعة 10 دقيقة.